# Julie Johnson
Julie Johnson é um filme independente de drama estadunidense de 2001 dirigido por Bob Gosse e estrelado por Lili Taylor, Courtney Love e Mischa Barton. Escrito por Gosse e Wendy Hammond, o enredo se concentra em uma dona de casa de Nova Jersey (Taylor) que, após se separar do marido, se apaixona por sua amiga rebelde (Love) e começa um relacionamento com ela. O filme conta com trilha sonora original de Angelo Badalamenti e trilha sonora de Liz Phair.
Julie Johnson estreou no Festival de Cinema de Sundance e foi exibida em vários festivais de cinema em todo o mundo entre 2001 e 2004, aparecendo mais tarde na Here TV como parte de sua série de filmes. Courtney Love ganhou o prêmio de Melhor Atriz em Longa-Metragem por sua atuação no Outfest de Los Angeles em 2001.[carece de fontes?]

## Enredo
Julie Johnson é uma dona de casa entediada de Nova Jersey que está infeliz com sua vida e decide fazer um curso de informática em uma faculdade local. Quando seu marido descobre e não o apóia e é verbalmente abusivo, ela decide que já basta e o casal se separa. Inspirada, sua amiga Claire abandona o marido e, sem ter para onde ir, vai morar com Julie, seu filho e sua filha. Vivendo juntas, Julie e Claire desenvolvem um relacionamento que é mais do que apenas amizade. Os problemas surgem quando Julie, imersa em estudos, faz novos amigos eruditos e cultos e Claire não se dá bem com eles.[carece de fontes?]

## Elenco
- Lili Taylor como Julie Johnson
- Courtney Love como Claire
- Noah Emmerich como Rick Johnson
- Mischa Barton como Lisa Johnson
- Gideon Jacobs como Franky Johnson
- Spalding Gray como o Sr. Miranda
- Patrick Fitzgerlad como Mike
- Donna Hanover como Catherine Miranda

## Produção
As filmagens de Julie Johnson aconteceram em junho de 2000 em Nova Jérsei e Nova Iorque, com algumas filmagens ocorrendo em Fort Greene, Brooklyn.

## Lançamento
Julie Johnson estreou no Festival de Cinema de Sundance em 26 de janeiro de 2001.

## Resposta da crítica
Andy Bailey, do IndieWire, considerou o filme "bem-intencionado, mas desastrosamente executado", apesar de elogiar as atuações centrais. Dennis Harvey da Variety elogiou as performances de Taylor e Love, mas no final das contas considerou o filme um "drama inspirador que tira sua premissa inteira de Good Will Hunting, então filtra isso através de clichês telépicos de empoderamento de dona de casa"." Time Out escreveu: "Há alguns momentos doces e ferventes entre as duas mulheres enquanto Taylor e Love dão vida a um roteiro improvável. E apesar do final pessimista que vê a matemática e as formações de estrelas triunfarem sobre a felicidade lésbica, é um conto caloroso, embora estranhamente datado, da emancipação feminina vencida contra todas as probabilidades."